# Ференчик, Микулаш
Микулаш Ференчик (словац. Mikuláš Ferjenčík; 6 декабря 1904 года, Поломка, Королевство Венгрия, Австро-Венгерская империя — 4 марта 1988 года, Денвер или Литлтон, Колорадо, США) — словацкий военный ветеринар, чехословацкий военачальник и политик, участник Словацкого национального восстания во время Второй мировой войны, уполномоченный по внутренним и военным делам, депутат Словацкого национального совета и временного Национального собрания Чехословакии, государственный советник министерства обороны Чехословакии в первом и втором правительстве Зденека Фирлингера. После февральского переворота 1948 года политический эмигрант.

## Биография

### Юность и образование
Родился 6 декабря 1904 года в старой евангелической семье торговца Самуэла Ференчика и Марии (урожд. Крыштоффовой). Получил начальное образование в родной деревне, с 1915 по 1923 учился в реальной гимназии в Рожняве. В период с 1923 по 1928 год учился в Высшей школе ветеринарной медицины в Брно. 16 июня 1928 года получил учёную степень доктора ветеринарных наук (MVDr.).

### Военная служба в межвоенное время
16 апреля 1926 был призван на военную службу в Вооружённые силы Чехословакии и был определён в 4-й кавалерийский эскадрон 6-го полка в Брно. Одновременно с этим, получил отсрочку от несения военной службы сроком до 30 сентября 1927 года, которая после была продлена до 30 сентября 1928 года. 1 октября 1928 года начал службу в армии, а спустя девять дней был отправлен в училище для военных ветеринаров при военной кавалерийской школе в Пардубице. 20 декабря 1928 года был произведён в звание ефрейтора. После окончания курсов в училище с хорошей оценкой, 30 апреля 1929 года, был отправлен служить в 10-й кавалерийский полк в Берегово в Подкарпатской Руси. 1 мая 1929 года был произведён в младшие сержанты ветеринарной службы, а спустя месяц был произведён в подпоручики ветеринарной службы. 1 апреля 1930 года был переведён в группу офицеров, назначен ветеринарным врачом 10-го кавалерийского полка и произведён в старшие лейтенанты ветеринарной службы. Недолгое время, с 23 апреля по 14 мая 1930 года, занимал должность заместителя начальника военной ветеринарной службы при 112-м артиллерийском полку в Мукачево. После чего вновь был ветеринаром 10-го кавалерийского полка вплоть до сентября 1934 года.
2 апреля 1933 года был повышен до капитана ветеринарной службы, а 15 сентября 1934 года был переведён служить заместителем начальника ветеринарной службы военной кавалерийской школы в Пардубице и был назначен преподавателем по иппологии для курсантов. 1 апреля 1937 года был произведён в штабные капитаны. Во время своего пребывания в Пардубицах, активно участвовал в скачках в Праге-Хухле, Подебрадах, Пардубице, Карловых Варах и завоевал несколько значительных наград. Во время всеобщей мобилизации в сентябре 1938 года, которая проходила на фоне Судетского кризиса, был начальником ветеринарной службы 13-й дивизии, штаб которой находился в Гумпольце. Одновременнос этим, согласно мобилизационному плану, на этот переходный период был включен в состав регулярного 8-го драгунского полка князя Святого Вацлава в Пардубицах. После ликвидации Второй Чехословацкой республики, образования Протектората Богемии и Моравии, начала ликвидации вооруженных сил, был переведен на службу в вооружённые силы провозгласившей независимость Словацкой республики.

### Вторая мировая война
После перевода в Вооружённые силы Словакии, 5 мая 1939 года, был назначен начальником ветеринарной службы Главного военного штаба в Братиславе. 17 мая был повышен в звании до майора ветеринарной службы. 28 августа был назначен начальником ветеринарной службы словацкой полевой армии «Бернолак», с которой принял участие во вторжении в Польшу. После кампании, вернулся на службу в Братиславу, а 30 апреля 1940 года был назначен начальником ветеринарного управления при штабе сухопутных войск в Банской Бистрице. После нападения нацистской Германии на СССР в июне 1941 года в должности офицера штаба армии с 27 июня по 4 сентября 1941 года, был членом словацкого экспидиционного корпуса и участвовал продвижении войск на Восточном фронте. 1 августа 1941 года был произведён в полковники ветеринарной службы. С 5 сентября 1941 по 3 августа 1944 года вновь занимал должность начальника ветеринарного управления при штабе сухопутных войск в Банской Бистрице.
Имел демократические и прочехословацкие взгляды, из-за чего стал одним из многих словацких офицеров, которые присоединились к антинацистскому движению Сопротивления.  В мае 1942 года установил контакты с организацией сопротивления доктора Вавро Шробара. Будучи близким коллегой подполковника Генерального штаба Яна Голиана, принимал активное участие в подготовке Словацкого национального восстания. Его роль заключалась прежде всего в подготовке подпольной сети и представительстве подполковника Голиана в политических вопросах. Входил в состав делегации нелегального Словацкого национального совета, вылетевшей в Москву 4 августа 1944 года с целью информирования о подготовке вооружённого военного восстания в Словакии и согласования самого проекта восстания с оперативными планами РККА. В то же время также имел сообщение министра национальной обороны Словацкой республики генерала Фердинанда Чатлоша, который через него отправил в СССР план военного переворота в Словакии, известный как «Меморандум Чатлоша» (словац. Čatlošovo memorandum). После неудачной миссии в СССР, 4 сентября 1944 года вернулся в Словакию. 5 сентября был назначен уполномоченным СНС по вопросам национальной обороне и одновременно с этим назначен на должность начальника ветеринарного управления штаба 1-й Чехословацкой армии в Словакии. В то же время также был членом совета обороны Словакии — органа координации боевых действий и единого командования повстанческих сил. Имел серьёзные сомнения относительно целесообразности существования совета, особенно после того, как многие партизанские отряды отказались подчиняться командованию повстанческой армии. 1 октября 1944 года был произведён в полковники.
После подавления восстания, стал одним из немногих лидеров восстания, которые не оказались в немецком плену. Ушёл в горы, где стал членом партизанского отряда «Первоцвет» (словац. Prvosienka). В ноябре ему вместе с отрядом удалось вырваться из окружения и принять участие в боевых действиях. Вскоре отряд объединился с партизанским отрядом «Сталин», которым командовал майор РККА Михаил Илларионович Шукаев. 28 января 1945 года перешёл линию фронта и вскоре был назначен уполномоченным по военным делам. 3 апреля 1945 года был назначен государственным советником Министерства национальной обороны Чехословакии, а также стал председателем Апелляционной комиссии министерства. 26 апреля 1945 года, президент Эдвард Бенеш указом от 10 апреля 1945 года, произвёл его в генералы ветеринарной службы (бригадные генералы).

### Послевоенная Чехословакия
После войны, в августе 1945 года делегаты национальных комитетов избрали его депутатом Словацкого национального собрания и временного Национального собрания Чехословакии, в которых тот оставался беспартийным. В начале июля 1946 года был освобождён от должности государственного советника министерства национальной обороны, и вскоре был назначен уполномоченным по вопросам внутренних дел Словакии. На этой позиции, несколько раз в своих публичных выступлениях на заседаниях комитета по безопасности временного Национального собрания, высказывался в пользу комплектования офицерского корпуса чехословацкой армии в пользу словаков. 20 февраля 1947 года был повышен в звании до главного генерала ветеринарной службы.
Долгое время оставался убеждён, что режим в Третьей республике останется «народно-демократическим», однако всё с большей обеспокоенностью относился к растущему влиянию Коммунистической партии Чехословакии. Позже, словацкий антикоммунистический политик Ян Урсини, назовет назначение Ференчика и его пребывание в должности уполномоченного по внутренним делам, как «ошибку», поскольку, по его словам, Ференчик «не был твердым человеком, который мог бы предотвратить те эксцессы, которые уже совершали органы государственной безопасности». Несмотря на то, Что в период с 1946 по 1948 год, словацкие коммунисты не имели своего человека во главе внутренних дел, они продолжали осуществлять фактический контроль над этим ведомством. По мнению Урсини, Ференчик совершил ошибку, сохранив ведущих представителей госбезопасности на их постах и даже оставив секретаря после своего предшественника-коммуниста Юлиуса Виктори. С другой стороны, Ференчик отверг попытки коммунистов добиться экстрадиции многих представителей Словацкого государства, находившихся за границей. В ответ на эту просьбу, тот сообщил председателю Совета уполномоченных Густаву Гусаку, что экстрадиция может быть рассмотрена только в отношении Фердинанда Дюрчанского.
Во время коммунистического февральского переворота 1948 года, не смог оказать сколько-нибудь значительного противодействия коммунистам. 24 февраля 1948 года, отдал указание окружным национальным комитетам не уступать окружным «комитетам действия Национального фронта», но они его проигнорировали. 26 февраля Ференчик рекомендовал председателям окружных национальных комитетов в случае угрозы применения силы или насилия уступить требованиям комитетов действия НФ, после чего подал в отставку с поста уполномоченного внутренних дел. 28 февраля 1948 года словацкий национальный совет принял отставку Ференчика.
Вернувшись на службу в армию, 4 марта 1948 года, был назначен главным инспектором по военной подготовке в Праге.

### Эмиграция
После возвращения на службу, против Ференчика стал собирать компромат и фабриковать улики служащие 5-го (разведывательного) отдела Генерального штаба. Понимая всю безвыходность сложившийся ситуации, 4 июля 1948 года, тот вместе со своей женой Миладой, бывшим главой военного отдела канцелярии президента республики генералом армии Антонином Гасалом и его семьёй, бежали из страны в американскую зону оккупации Германии, где их поместили в лагерь для интернированных недалеко от Франкфурта-на-Майне. Спустя год, в августе 1949 года, прибыл с женой в США, они вместе провели в карантине на острове Эллис, бесконечные месяцы ожидания в лагере для интернированных. Жизнь в США после освобождения из лагеря была очень трудной. Долгое время был обычным чернорабочим и только позже смог применить свою профессию ветеринара.
В начале июля министерство обороны объявило об дезертирстве Ференчика, а 5 ноября, на основании согласия нового президента Клемента Готвальда, лишили его звания генерала ветеринарной службы. Позднее, коммунистический режим лишил его всех военных званий и гражданский прав, конфисковал его имущество, а госбезопасность создало агентурную поисковую группу №1064 под кодовым названием «Липа», с целью получения, разработки и извлечения сведений о деятельности генерала в США. 5 февраля 1955 года региональное управление Министерства юстиции в Банске-Бистрице выдало ордер на арест. После многих лет молчания о нём со стороны режима, о нём стали говорить как о дезертире, буржуазном офицере, классовом враге и фальсификаторе истории Словацкого национального восстания.
В эмиграции, Ференчик двадцать пять лет занимал должность председателя Чехословацкого национального совета в США (англ. Czechoslovak National Council of America), главной задачей которогобыло восстановление демократии в Чехословакии, поддержка эмиграции, политических беженцев и, в немалой степени, через их избранных представителей, формировать позицию американского Конгресса во время Холодной войны. Кроме того, он также активно занимался публицистикой, а с 1963 года стал работать главным ветеринаром, а затем директором конного завода скаковых лошадей на фермах Темпел в Уодсворте, штат Иллинойс. Был уважаемой личностью и авторитетом как для чехословацких офицеров в изгнании, так и для жителей города, где он жил.

### Смерть
Скончался 4 марта 1988 года в Денвере (по другой информации в Литлтоне), штат Колорадо. Похоронен на Чешском национальном кладбище в Чикаго.

## Семья
Родители Самуэл Ференчик и Милада Ференчикова (урождённая Крыштоффова). Сёстры — Алжбета Ференчикова (1907, позднее Гакова), Вилма Ференчикова (1910, позднее Пфеффенова), Изабела Ференчикова (1914, позднее Файнорова). Жена — Милада Ференчикова. Брак был бездетным. Правнучатый племянник — Микулаш Ференчик (1987, политик Чешской пиратской партии), правнучатая племянница — Ольга Рихтерова (1985, ранее Ференчикова, политик Чешской пиратской партии).

## Память
После Бархатной революции был реабилитирован и ему были возвращены все воинские звания.
2 декабря 1991 года был произведён президентом Вацлавом Гавлом в генералы армии посмертно. В 1992 году был посмертно награждён орденом Милана Растислава Штефаника II степени.
В память о генерале были названы улицы в Братиславе и Зволене.

## Награды

### Словацкое государство
- Памятная медаль «За оборону Словакии в марте 1939» (28 ноября 1940 года)
- Медаль «За заслуги» (28 ноября 1940 года)
- Крест ордена Креста Победы III степени (14 марта 1944 года)

### Чехословакия
- Чехословацкий Военный крест 1939—1945 годов (16 мая 1945 года)
- Чехословацкая военная медаль «За заслуги» I степени (4 июля 1945 года)
- Медаль «За храбрость перед врагом» (18 августа 1945 года)
- Золотая звезда Чехословацкого военного ордена «За Свободу» I степени (14 октября 1946 года)
- Орден Милана Растислава Штефаника II степени (1992)

### Иные
- Орден Партизанской звезды I степени (13 апреля 1946, СФРЮ)
- Офицер ордена Почётного легиона (30 августа 1947, Франция)
- Военный крест 1939—1945 (30 августа 1947, Франция)
- Орден Звезды Румынии с мечами в звании Командора-офицера с лентой «За воинскую доблесть» (24 ноября 1947 года, Румыния)
- Командор ордена «Легион почёта» (США)